# فريماد أماغر
نادي فريماد أماغر (بالفرنسية: Fremad Amager)‏ نادي كرة قدم دنماركي يلعب في دوري الدرجة الثالثة. يقع مقره في منطقة أماغر فيست في العاصمة كوبنهاغن. تم تأسيس النادي في سنة 1910 .